# 사사리도
사사리도(이탈리아어: provincia di Sassari, 사르데냐어: provìntzia de Tàtari)은 이탈리아 사르데냐주의 도이다. 도청 소재지는 사사리이다. 면적은 4,282 km2, 인구는 322,326(2001)이다. 2016년 2월 4일을 기해 올비아템피오도가 사사리도에 편입되었다.